# الكسوة الكبيرة

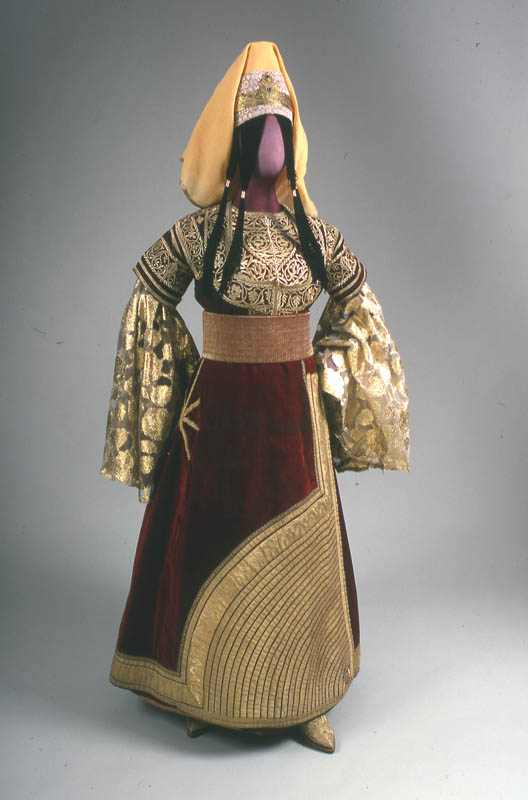

الكسوة الكبيرة (keswa kubra) أو ما يعرف بالاسبانية بالرباريسكا (Berberisca) هي لباس النساء اليهوديات وخاصة طائفة السفارديم (sefardí) الذين تم طردهم من اسبانيا والذين استقروا في شمال افريقيا. كانت تلبس قديما من طرف يهوديات كل من اسبانيا، المغرب (خاصة مدينة تطوان) في الأفراح والمناسبات خصوصا في حفل الزفاف أو الحناء (noche de berberisca) وفي حفل الختان.
يتم صنع هذا اللباس بالحرير المطلي بالذهب بحيث يتكون من عدة أجزاء : التنورة (Jeltita)، الصدر المطرز بالذهب (ktef) والغنباج (Gombaiz) وهو عبارة عن سترة تلبس فوق اللباس لتغطي الخيوط التي تساعد علر ربط الصدر من الخلف، حزام ووشاح من الحرير .
نجد في تنورة البارباريسكا رمز مهم ومقدس عند اليهود ما يعرف ب Etz Chaim المذكور في التوراة.